# Ebford
Ebford är en by i Devon, England. Byn är belägen 8 km från Exeter. Orten har 391 invånare (2011).